# ویوین آزبورن
ویوین آزبورن (انگلیسی: Vivienne Osborne؛ ‏ ۱۰ دسامبر ۱۸۹۶ – ۱۰ ژوئن ۱۹۶۱) بازیگر اهل ایالات متحده آمریکا بود.
از فیلم‌ها یا برنامه‌های تلویزیونی که وی در آن نقش داشته‌است، می‌توان به ازدواج آخر هفته، مردان بسیار احمقند و فراطبیعی اشاره کرد.